# Oskrt
Oskrt este o localitate din comuna Kostel, Slovenia, cu o populație de 16 locuitori.